# Hombre de Grimaldi

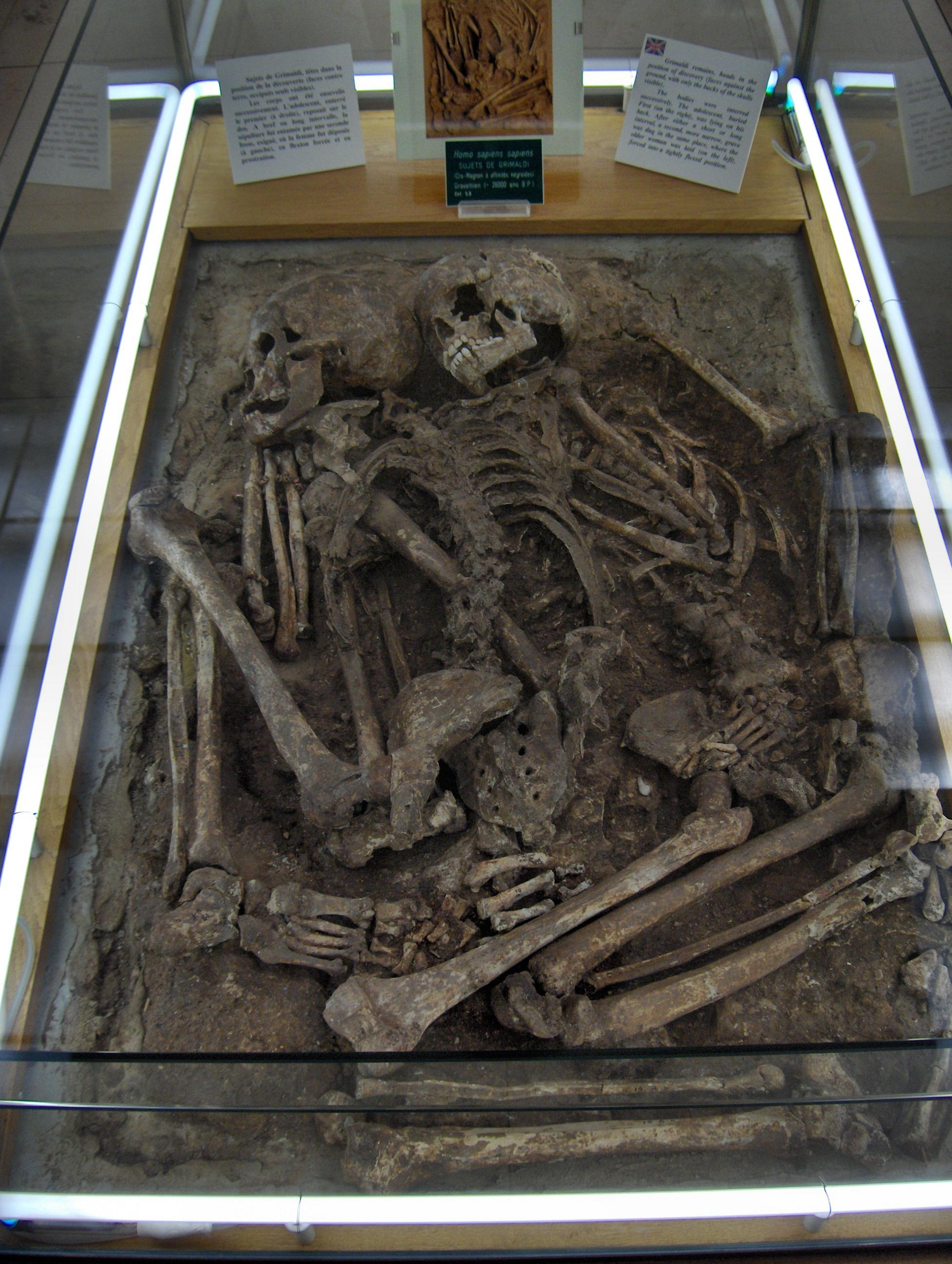
El hallazgo de Grimaldi tal como se muestra en el Museo de Antropología Prehistórica de Mónaco

El hombre de Grimaldi es el nombre que se daba antiguamente a dos esqueletos humanos del Paleolítico Superior descubiertos en Italia en 1901. En la actualidad se reconoce que los restos representan a dos individuos, se han datado entre 26.000 y 22.000 años atrás (es decir, entre 24.000 y 20.000 a. C.) y se clasifican como parte de la población más amplia de los primeros humanos modernos de Europa de finales del Auriñaciense a principios del Gravetiense.

## Historia

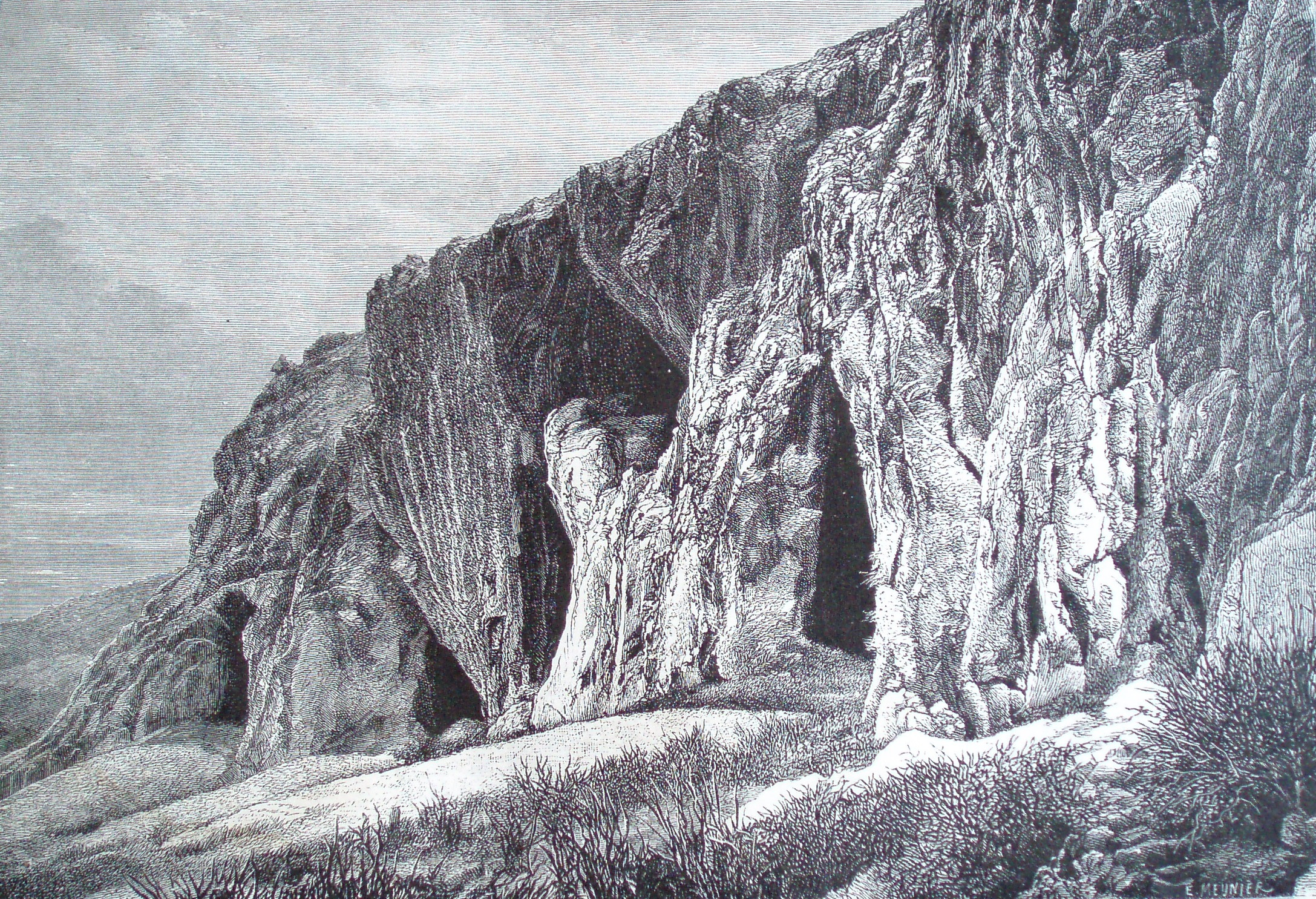
Grotte dei Balzi Rossi (Rochers Rouges) donde se encontraron los esqueletos de Grimaldi. Imagen de Nouvelle géographie universelle, 1877

A finales del siglo XIX se produjeron varios hallazgos de la Edad de Piedra de extrema antigüedad en las cuevas y abrigos rocosos de los alrededores de los "Balzi Rossi" (el Acantilado Rojo), cerca de Ventimiglia (Italia). Uno de los más espectaculares fue el de dos niños con cinturones de concha de caracoles en lo que se denominó "Grotte dei fanciulli" (Cueva de los niños), así como herramientas de piedra y varias estatuillas de Venus. A finales del siglo XIX, Alberto I, Príncipe de Mónaco, financió la exploración arqueológica de las siete cuevas más importantes. Éstas recibieron el nombre de "Cuevas de Grimaldi" en honor de la casa de Grimaldi. El hallazgo está expuesto en el Museo de Antropología Prehistórica de Mónaco.
Las cuevas produjeron varios hallazgos. Los restos de una de las cuevas, la "Barma Grande", han sido datados recientemente por radiocarbono en 25.000 años, lo que la sitúa en el Paleolítico Superior.

## Se encuentra al hombre Grimaldi
La Grotte dei fanciulli contenía artefactos auriñacienses y restos de renos en las capas superiores, mientras que las capas inferiores mostraban una fauna más tropical con rinocerontes de Merck, hipopótamos y elefantes de colmillos rectos. El horizonte inferior contenía herramientas musterienses, asociadas a los neandertales. Los esqueletos de Grimaldi fueron hallados en la capa inferior del Auriñaciense en junio de 1901, por el canónigo de Villeneuve. Los dos esqueletos parecían notablemente diferentes de los esqueletos de Cro-Magnon encontrados más arriba en la cueva y en otras cuevas de los alrededores de Balzi Rossi, y fue bautizado como "hombre de Grimaldi" en honor del príncipe.
Uno de los dos esqueletos pertenecía a una mujer de más de 50 años y el otro a un adolescente de 16 o 17 años. Los esqueletos estaban en muy buen estado, aunque el peso de unos 8 metros de sedimentos había aplastado un poco los cráneos, sobre todo los huesos finos de la cara. Sin embargo, de Villeneuve quedó impresionado por el prognatismo de los cráneos. Dada la naturaleza aplastada de los cráneos, tal observación habría sido, en el mejor de los casos, incierta. Sin embargo, más tarde se demostró que la anciana era prognata, aunque por una afección patológica.

## Edad
Las técnicas de datación de la época eran limitadas, pero se creía que el pueblo Grimaldi era del Paleolítico tardío. Se puede hacer una inferencia de la edad real a partir de las capas. La fauna más tropical de los niveles inferiores por debajo de los esqueletos del hombre Grimaldi tenía rinocerontes, hipopótamos y elefantes, se conocen del Musteriense Pluvial, un período húmedo de 50.000 a 30.000 años antes del presente. El Auriñaciense tiene entre 47.000 y 41.000 años utilizando la calibración más reciente de la escala de tiempo de radiocarbono. Con los esqueletos de Grimaldi situados en la capa más baja del Auriñaciense, la verdadera edad probablemente se encuentre en el rango anterior.

## Características físicas
Los esqueletos de Grimaldi eran muy diferentes de los hallazgos que se habían desenterrado en Europa hasta entonces. A diferencia de los robustos neandertales, los esqueletos de Grimaldi eran esbeltos y gráciles, incluso más que los hallazgos de cromañones del mismo sistema de cuevas. Los Grimaldi eran pequeños. Mientras que un cromañón adulto solía medir más de 1,70 m (los varones más altos podían alcanzar los 1,90 m), ninguno de los dos esqueletos superaba los 1,60 m. El muchacho era el más pequeño, con apenas 1,55 m.
Los dos cráneos eran bastante altos, a diferencia de los cráneos largos y bajos de los neandertales y, en menor medida, de los cromañones. Los rostros tenían aberturas nasales anchas y carecían de las órbitas rectangulares y el rostro ancho tan característicos de los cromañones. Estos rasgos, combinados con lo que de Villeneuve interpretó como prognatismo, llevaron a los descubridores a la conclusión de que el hombre de Grimaldi había sido de tipo "negroide". Sin embargo, algunos rasgos no encajaban. El hueso nasal tenía un puente nasal alto, como el de los cromañones y los europeos modernos, y era muy distinto del de los grupos más tropicales. Las dos elevaciones del hueso frontal en la frente estaban separadas en lugar de formar una única elevación media, otro rasgo europeo. La capacidad craneal también era bastante grande para su tamaño.

## Trabajos de restauración e interpretación

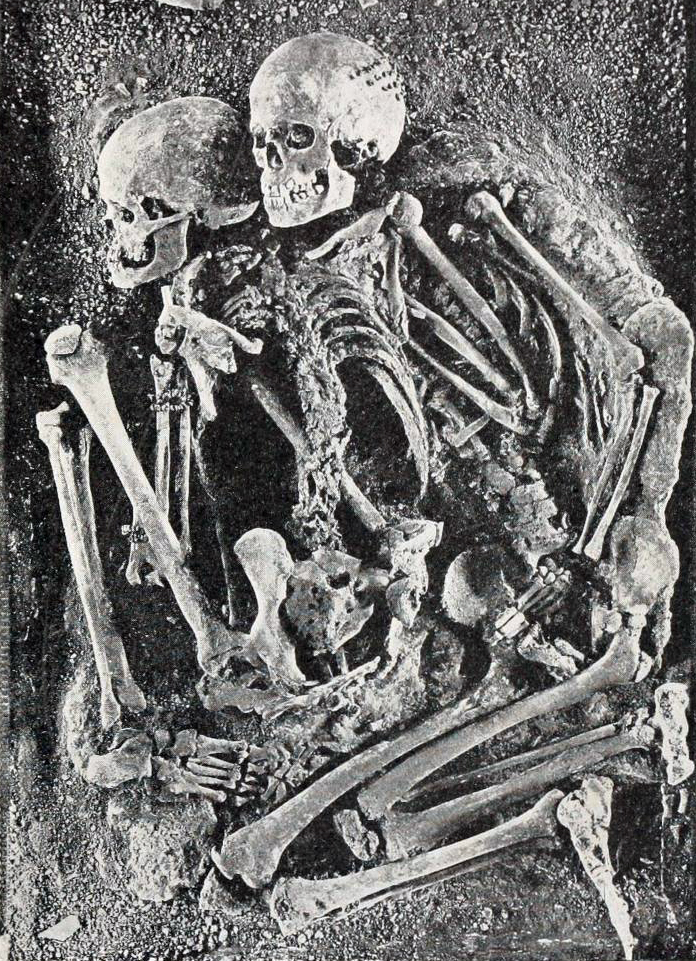
foto de 1916

Los cráneos estaban dañados por el peso de los sedimentos y fue necesario reconstruirlos, sobre todo la parte inferior de la cara. Se ha establecido que la anciana sufría un fenómeno conocido en ortodoncia, al haber perdido todos los molares de la mandíbula inferior, la mandíbula superior se había desplazado progresivamente hacia delante y la parte inferior de la cara se había vuelto más saliente.

### Reconstrucción del rostro
El adolescente tenía todos los dientes, pero éstos fueron manipulados por los antropólogos M. Boule y R. Verneau, al intentar reconstruir el cráneo y la cara. M. Boule perforó los maxilares para liberar las muelas del juicio que aún estaban en su interior. Al hacer esto, cambió la cara, ya que el crecimiento natural de las muelas del juicio habría remodelado el arco dental de forma natural. Al tener entonces demasiados dientes para encajar en la mandíbula, reconstruyó una mandíbula muy prognática, posiblemente teniendo en cuenta la mandíbula de la mujer. El diagnóstico de "prognatismo" en el adolescente es, por tanto, especulativo.

### Exposición en el museo
Cuando se encontraron los esqueletos de Grimaldi, el adolescente yacía de espaldas y la mujer boca abajo. Las posiciones se cambiaron cuando se prepararon para su exposición. Para hacer visible el prognatismo, los esqueletos se colocaron de lado, lo que también sugería un enterramiento ritual contrario a las posiciones originales.
Se pueden encontrar fotos de esta exposición en los libros de texto
Está claro que Verneau no pretendía crear un engaño. Documentó sus manipulaciones (al menos parcialmente), y su intención era acentuar un rasgo que realmente creía presente. Su honestidad queda corroborada por el hecho de que también hizo y publicó fotos de la excavación, en las que se puede ver a la mujer tumbada boca abajo. Este tipo de fotos eran muy raras en aquella época.

## Historia de la clasificación

### Debate temprano
El hallazgo del primer Cro-Magnon en 1868 hizo pensar que el hombre moderno había surgido en Europa. Algunos arqueólogos franceses de la época estaban incluso dispuestos a declarar a Francia cuna de la humanidad.
Las características craneométricas de los restos de Grimaldi presentaban ciertas similitudes con los rasgos africanos tropicales, pero también con los europeos. Sir Arthur Keith señaló que el hombre de Grimaldi podría pertenecer a una "raza intermedia" entre africanos y europeos. Sugirió que el hombre de Grimaldi podría haber llegado a Europa a través de un puente terrestre desde el norte de África. Se cree que tanto el estrecho de Gibraltar como una ruta desde Argelia a través de Sicilia eran vadeables a finales del Paleolítico. Otros han sugerido que los Grimaldi podrían estar emparentados con los bosquimanos ( pueblo khoisan).

### Clasificación como Cro-Magnon
En la década de 1970, los nuevos hallazgos de Jebel Qafzeh en Israel, Combe-Capelle en el sur de Francia, Minatogawa en Japón, el cráneo Kabwe de Zambia y varios paleoindios habían ampliado considerablemente los conocimiento sobre el hombre primitivo. El antiguo término "cromañón" se sustituyó en 1974 por humano anatómicamente moderno para englobar a la población en expansión fuera de África, incluidos los restos de Grimaldi.

### Afrocentrismo
Cheikh Anta Diop (1981) insistió en que el hombre de Grimaldi representaba una "raza negra" distinta de los cromañones encontrados en otras partes de Europa y ya había defendido esta clasificación en su obra de 1974, "El origen africano de las civilizaciones". Diop había defendido su uso de la terminología como un conjunto de criterios "establecidos por los antropólogos para caracterizar al negro: piel negra, prognatismo facial, pelo crespo muy rizado, nariz chata (los indicadores faciales y nasales son seleccionados muy arbitrariamente por los distintos antropólogos) y estructura ósea negrítica (proporción entre miembros superiores e inferiores)". Las categorías raciales tradicionales han sido abandonadas por los estudiosos con la llegada de la genética moderna.